# Jean-Baptiste Gibert
 (avril 2016).
Pour les articles homonymes, voir Gibert.
Jean-Baptiste Adolphe Gibert, né à Pointe-à-Pitre (Guadeloupe) le 24 janvier 1803 et mort à Nice le 3 octobre 1883, est un peintre français.

## Biographie
Jean-Baptiste Gibert est élève à l'École des beaux-arts de Paris dans l'atelier de Guillaume Guillon-Lethière. Il obtient une première médaille d'esquisse en 1825, un second grand prix de Rome en peinture la même année, une seconde médaille d'arbres en 1827 et 1828. On lui décerne le premier grand prix de Rome de paysage historique en 1829. Il expose au Salon des artistes français de 1831 à 1872.
Il épousa Mariuccia, de son vrai nom Mariana Cenci.  "Ce mauvais sujet de Mariuccia" est découverte par le peintre Etienne-Jean Delécluze alors en séjour à Rome vers 1823, au pied de l'immeuble de Schnetz, "fourrée dans un tonneau couchée et se faisant balancer impérieusement par un petit garçon". Elle va devenir un modèle recherché, ayant successivement une idylle avec les peintres Navez, puis Schnetz, posant nue pour Ingres lui-même, et aussi pour Antoine Wiertz. Elle inspire Berlioz et devient l'épouse de Jean-Baptiste Gibert. Henri Lehmann fera son portrait (Anciennement collection général Bertin de Vaux, château de Villepreux, actuellement acquis par le musée Fabre de Montpellier).

## Œuvres dans les collections publiques
- Paris, École nationale supérieure des beaux-arts :
  - La Chasse du sanglier de Calydon, 1825 , second grand prix de Rome ;
  - La Mort d'Adonis, 1829, premier grand prix de Rome de paysage historique ;
- Versailles, musée de l'Histoire de France : Honoré Gabriel Riquetti, 1846, d'après Joseph Boze[6], commandé par Louis-Philippe.

### Iconographie
- Henri Chapu (1833-1891), Adolphe Gibert, 1860, médaillon en plâtre, Paris, musée du Louvre.